# Pseudoeriosema homblei
Pseudoeriosema homblei là một loài thực vật có hoa trong họ Đậu. Loài này được (De Wild.) Hauman miêu tả khoa học đầu tiên.